# Wahlkreis Barcellona Pozzo di Gotto (Camera dei deputati)
Der Wahlkreis Barcellona Pozzo di Gotto war von 1993 bis 2005 und ist seit 2017 wieder ein Wahlkreis (italienisch collegio elettorale) für die Wahl der Abgeordnetenkammer.

## Von 1993 bis 2005

### Wahlkreisgebiet
Der Wahlkreis umfasste 21 Gemeinden (Barcellona Pozzo di Gotto, Basicò, Brolo, Falcone, Ficarra, Furnari, Gioiosa Marea, Librizzi, Mazzarrà Sant’Andrea, Montagnareale, Montalbano Elicona, Naso, Novara di Sicilia, Oliveri, Patti, Piraino, Rodì Milici, Sant’Angelo di Brolo, Sinagra, Terme Vigliatore und Tripi).

### Wahlergebnisse

#### Parlamentswahl 1994

##### Direktstimmen
| Kandidaten               | Kandidaten            | Parteien                                          | Stimmen | %    |
| ------------------------ | --------------------- | ------------------------------------------------- | ------- | ---- |
|                          | Domenico Naniagewählt | Polo del Buon Governo (FI – AN – CCD – UdC – PLD) | 28.077  | 43,1 |
|                          | Carmelo La Malfa      | Patto per l’Italia                                | 14.605  | 22,4 |
|                          | Vito Siracusa         | Progressisti                                      | 14.510  | 22,3 |
|                          | Andrea Paratore       | Partito Socialista Italiano                       | 4.117   | 6,3  |
|                          | Giuseppe Vinci        | Federazione dei Liberali Italiani                 | 3.773   | 5,8  |
| Gesamt                   | Gesamt                | Gesamt                                            | 65.082  | 100  |
|                          |                       |                                                   |         |      |
| Ungültige Stimmen        | Ungültige Stimmen     | Ungültige Stimmen                                 | 10.733  | 14,2 |
| Wähler                   | Wähler                | Wähler                                            | 75.815  | 76,8 |
| Wahlberechtigte          | Wahlberechtigte       | Wahlberechtigte                                   | 98.719  |      |
|                          |                       |                                                   |         |      |
| Quelle: Innenministerium |                       |                                                   |         |      |

##### Listenstimmen
| Parteien                 | Parteien                         | Parteien                           | Stimmen | %    |
| ------------------------ | -------------------------------- | ---------------------------------- | ------- | ---- |
|                          | Polo del Buon Governo            | Forza Italia                       | 17.153  | 27,8 |
| Alleanza Nazionale       | Polo del Buon Governo            | 12.199                             | 19,8    |      |
| ↳ Gesamt                 | Polo del Buon Governo            | 29.352                             | 47,6    |      |
|                          | Progressisti                     | Partito Democratico della Sinistra | 9.523   | 15,5 |
| La Rete                  | Progressisti                     | 4.686                              | 7,6     |      |
| ↳ Gesamt                 | Progressisti                     | 14.209                             | 23,1    |      |
|                          | Patto per l’Italia               | Partito Popolare Italiano          | 6.217   | 10,1 |
| Patto Segni              | Patto per l’Italia               | 4.457                              | 7,2     |      |
| ↳ Gesamt                 | Patto per l’Italia               | 10.674                             | 17,3    |      |
|                          | Partito Socialista Italiano      | Partito Socialista Italiano        | 3.289   | 5,3  |
|                          | Lista Marco Pannella             | Lista Marco Pannella               | 2.090   | 3,4  |
|                          | Democrazia Siciliana             | Democrazia Siciliana               | 462     | 0,7  |
|                          | Solidarietà Occupazione Sviluppo | Solidarietà Occupazione Sviluppo   | 453     | 0,7  |
|                          | Socialdemocrazia per le Libertà  | Socialdemocrazia per le Libertà    | 373     | 0,6  |
|                          | Rinnovamento Democratico         | Rinnovamento Democratico           | 315     | 0,5  |
|                          | Movimento Repubblicano           | Movimento Repubblicano             | 204     | 0,3  |
|                          | Movimento Popolare Cristiano     | Movimento Popolare Cristiano       | 140     | 0,2  |
|                          | Lista Franco Greco               | Lista Franco Greco                 | 75      | 0,1  |
| Gesamt                   | Gesamt                           | Gesamt                             | 61.636  | 100  |
|                          |                                  |                                    |         |      |
| Ungültige Stimmen        | Ungültige Stimmen                | Ungültige Stimmen                  | 14.180  | 18,7 |
| Wähler                   | Wähler                           | Wähler                             | 75.816  | 76,8 |
| Wahlberechtigte          | Wahlberechtigte                  | Wahlberechtigte                    | 98.719  |      |
|                          |                                  |                                    |         |      |
| Quelle: Innenministerium |                                  |                                    |         |      |

#### Parlamentswahl 1996

##### Direktstimmen
| Kandidaten               | Kandidaten            | Parteien            | Stimmen | %    |
| ------------------------ | --------------------- | ------------------- | ------- | ---- |
|                          | Domenico Naniagewählt | Polo per le Libertà | 34.236  | 54,8 |
|                          | Giovanni Munafò       | L’Ulivo             | 25.651  | 41,1 |
|                          | Luigi Salvo           | Fiamma Tricolore    | 2.595   | 4,2  |
| Gesamt                   | Gesamt                | Gesamt              | 62.482  | 100  |
|                          |                       |                     |         |      |
| Ungültige Stimmen        | Ungültige Stimmen     | Ungültige Stimmen   | 11.158  | 15,2 |
| Wähler                   | Wähler                | Wähler              | 73.640  | 73,2 |
| Wahlberechtigte          | Wahlberechtigte       | Wahlberechtigte     | 100.573 |      |
|                          |                       |                     |         |      |
| Quelle: Innenministerium |                       |                     |         |      |

##### Listenstimmen
| Parteien                                          | Parteien                                   | Parteien                                   | Stimmen | %    |
| ------------------------------------------------- | ------------------------------------------ | ------------------------------------------ | ------- | ---- |
|                                                   | Polo per le Libertà                        | Forza Italia                               | 17.770  | 28,5 |
| Alleanza Nazionale                                | Polo per le Libertà                        | 13.699                                     | 22,0    |      |
| CCD – CDU                                         | Polo per le Libertà                        | 6.951                                      | 11,2    |      |
| ↳ Gesamt                                          | Polo per le Libertà                        | 38.420                                     | 61,7    |      |
|                                                   | L’Ulivo                                    | Partito Democratico della Sinistra         | 10.170  | 16,3 |
| Popolari per Prodi (PPI – SVP – PRI – UD – Prodi) | L’Ulivo                                    | 3.510                                      | 5,6     |      |
| Rinnovamento Italiano                             | L’Ulivo                                    | 2.620                                      | 4,2     |      |
| Federazione dei Verdi                             | L’Ulivo                                    | 1.396                                      | 2,2     |      |
| ↳ Gesamt                                          | L’Ulivo                                    | 17.696                                     | 28,4    |      |
|                                                   | Partito della Rifondazione Comunista       | Partito della Rifondazione Comunista       | 3.261   | 5,2  |
|                                                   | Fiamma Tricolore                           | Fiamma Tricolore                           | 1.158   | 1,9  |
|                                                   | Lista Pannella – Sgarbi                    | Lista Pannella – Sgarbi                    | 1.126   | 1,8  |
|                                                   | Noi Siciliani – Fronte Nazionale Siciliano | Noi Siciliani – Fronte Nazionale Siciliano | 614     | 1,0  |
| Gesamt                                            | Gesamt                                     | Gesamt                                     | 62.275  | 100  |
|                                                   |                                            |                                            |         |      |
| Ungültige Stimmen                                 | Ungültige Stimmen                          | Ungültige Stimmen                          | 11.366  | 15,4 |
| Wähler                                            | Wähler                                     | Wähler                                     | 73.641  | 73,2 |
| Wahlberechtigte                                   | Wahlberechtigte                            | Wahlberechtigte                            | 100.573 |      |
|                                                   |                                            |                                            |         |      |
| Quelle: Innenministerium                          |                                            |                                            |         |      |

#### Parlamentswahl 2001

##### Direktstimmen
| Kandidaten               | Kandidaten                             | Parteien           | Stimmen | %    |
| ------------------------ | -------------------------------------- | ------------------ | ------- | ---- |
|                          | Basilio Francesco Maria Germanàgewählt | Casa delle Libertà | 33.099  | 49,6 |
|                          | Bartolo Cipriano                       | L’Ulivo            | 22.686  | 34,0 |
|                          | Carmelo Santalco                       | Democrazia Europea | 8.289   | 12,4 |
|                          | Pietro Fazio                           | Lista Di Pietro    | 2.614   | 3,9  |
| Gesamt                   | Gesamt                                 | Gesamt             | 66.688  | 100  |
|                          |                                        |                    |         |      |
| Ungültige Stimmen        | Ungültige Stimmen                      | Ungültige Stimmen  | 7.619   | 10,3 |
| Wähler                   | Wähler                                 | Wähler             | 74.307  | 72,5 |
| Wahlberechtigte          | Wahlberechtigte                        | Wahlberechtigte    | 102.438 |      |
|                          |                                        |                    |         |      |
| Quelle: Innenministerium |                                        |                    |         |      |

##### Listenstimmen
| Parteien                       | Parteien                             | Parteien                               | Stimmen | %    |
| ------------------------------ | ------------------------------------ | -------------------------------------- | ------- | ---- |
|                                | Casa delle Libertà                   | Forza Italia                           | 21.665  | 33,7 |
| Alleanza Nazionale             | Casa delle Libertà                   | 10.464                                 | 16,3    |      |
| CCD – CDU                      | Casa delle Libertà                   | 3.179                                  | 4,9     |      |
| Nuovo PSI                      | Casa delle Libertà                   | 1.320                                  | 2,1     |      |
| ↳ Gesamt                       | Casa delle Libertà                   | 36.628                                 | 57,0    |      |
|                                | L’Ulivo                              | La Margherita (Dem – PPI – RI – Udeur) | 8.931   | 13,9 |
| Democratici di Sinistra        | L’Ulivo                              | 6.029                                  | 9,4     |      |
| Il Girasole (FdV – SDI)        | L’Ulivo                              | 1.282                                  | 2,0     |      |
| Partito dei Comunisti Italiani | L’Ulivo                              | 564                                    | 0,9     |      |
| ↳ Gesamt                       | L’Ulivo                              | 16.806                                 | 26,1    |      |
|                                | Democrazia Europea                   | Democrazia Europea                     | 4.849   | 7,5  |
|                                | Lista Di Pietro                      | Lista Di Pietro                        | 2.883   | 4,5  |
|                                | Partito della Rifondazione Comunista | Partito della Rifondazione Comunista   | 1.588   | 2,5  |
|                                | Lista Emma Bonino                    | Lista Emma Bonino                      | 939     | 1,5  |
|                                | Noi Siciliani                        | Noi Siciliani                          | 428     | 0,7  |
|                                | Paese Nuovo                          | Paese Nuovo                            | 107     | 0,2  |
|                                | Abolizione Scorporo                  | Abolizione Scorporo                    | 52      | 0,1  |
| Gesamt                         | Gesamt                               | Gesamt                                 | 64.280  | 100  |
|                                |                                      |                                        |         |      |
| Ungültige Stimmen              | Ungültige Stimmen                    | Ungültige Stimmen                      | 10.027  | 13,5 |
| Wähler                         | Wähler                               | Wähler                                 | 74.307  | 72,5 |
| Wahlberechtigte                | Wahlberechtigte                      | Wahlberechtigte                        | 102.438 |      |
|                                |                                      |                                        |         |      |
| Quelle: Innenministerium       |                                      |                                        |         |      |

## Von 2017 bis 2020

### Wahlkreisgebiet
Der Wahlkreis umfasste Gemeinden: 

### Wahlergebnisse

#### Parlamentswahl 2018
| Kandidaten               | Kandidaten                      | Stimmen | %    | Listen                               | Stimmen | %    |
| ------------------------ | ------------------------------- | ------- | ---- | ------------------------------------ | ------- | ---- |
|                          | Alessio Mattia Villarosagewählt | 69.726  | 43,7 | Movimento 5 Stelle                   | 69.726  | 43,7 |
|                          | Maria Tindara Gullo             | 55.670  | 34,9 | Forza Italia                         | 36.841  | 23,1 |
| Lega                     | Maria Tindara Gullo             | 55.670  | 34,9 | 9.736                                | 6,1     |      |
| Fratelli d’Italia        | Maria Tindara Gullo             | 55.670  | 34,9 | 7.037                                | 4,4     |      |
| Noi con l’Italia – UDC   | Maria Tindara Gullo             | 55.670  | 34,9 | 2.056                                | 1,3     |      |
|                          | Natalia Anna Cimino             | 25.391  | 15,9 | Partito Democratico                  | 21.113  | 13,2 |
| Civica Popolare          | Natalia Anna Cimino             | 25.391  | 15,9 | 1.990                                | 1,2     |      |
| +Europa                  | Natalia Anna Cimino             | 25.391  | 15,9 | 1.601                                | 1,0     |      |
| Italia Europa Insieme    | Natalia Anna Cimino             | 25.391  | 15,9 | 687                                  | 0,4     |      |
|                          | Francesca Pietropaolo           | 3.981   | 2,5  | Liberi e Uguali                      | 3.981   | 2,5  |
|                          | Maria Stefania Longordo         | 1.296   | 0,8  | CasaPound Italia                     | 1.296   | 0,8  |
|                          | Fabio Cannizzaro                | 1.050   | 0,7  | Potere al Popolo!                    | 1.050   | 0,7  |
|                          | Sandra Romeo                    | 1.038   | 0,7  | Il Popolo della Famiglia             | 1.038   | 0,7  |
|                          | Alessia Di Mauro                | 619     | 0,4  | Italia agli Italiani (FT – FN)       | 619     | 0,4  |
|                          | Roberto Romeo                   | 563     | 0,4  | Partito Comunista                    | 563     | 0,4  |
|                          | Loredana Zappulla               | 156     | 0,1  | Lista del Popolo per la Costituzione | 156     | 0,1  |
| Gesamt                   | Gesamt                          | 159.490 | 100  |                                      | 159.490 | 100  |
|                          |                                 |         |      |                                      |         |      |
| Ungültige Stimmen        | Ungültige Stimmen               | 8.190   | 4,9  |                                      |         |      |
| Wähler                   | Wähler                          | 167.680 | 67,0 |                                      |         |      |
| Wahlberechtigte          | Wahlberechtigte                 | 250.205 |      |                                      |         |      |
|                          |                                 |         |      |                                      |         |      |
| Quelle: Innenministerium |                                 |         |      |                                      |         |      |

## Seit 2020

### Wahlkreisgebiet
| Wahlkreise – Camera dei deputati – Autonome Region Sizilien | Wahlkreise – Camera dei deputati – Autonome Region Sizilien | Wahlkreise – Camera dei deputati – Autonome Region Sizilien                                                                                   |
| Provinz                                                     | Provinz                                                     | Gemeinden nach Provinzen ⮞ Wahlkreis |
| ----------------------------------------------------------- | ----------------------------------------------------------- | --- |
|                                                             | Metropolitanstadt Catania (58 Gemeinden)                    | 9 ⮞ Wahlkreis Catania 34 ⮞ Wahlkreis Acireale 15 ⮞ Wahlkreis Ragusa                                                                           |
|                                                             | Metropolitanstadt Messina (108 Gemeinden)                   | 48 ⮞ Wahlkreis Messina 60 ⮞ Wahlkreis Barcellona Pozzo di Gotto                                                                               |
|                                                             | Metropolitanstadt Palermo (82 Gemeinden)                    | 1 + Teil Palermos ⮞ Wahlkreis Palermo – Settecannoli 21 + Teil Palermos ⮞ Wahlkreis Palermo – Resuttana – San Lorenzo 59 ⮞ Wahlkreis Bagheria |
|                                                             | Provinz Agrigent (43 Gemeinden)                             | 36 ⮞ Wahlkreis Agrigent 7 ⮞ Wahlkreis Gela |
|                                                             | Provinz Caltanissetta (22 Gemeinden)                        | 21 ⮞ Wahlkreis Gela 1 ⮞ Wahlkreis Ragusa |
|                                                             | Provinz Enna (20 Gemeinden)                                 | alle ⮞ Wahlkreis Barcellona Pozzo di Gotto |
|                                                             | Provinz Ragusa (12 Gemeinden)                               | alle ⮞ Wahlkreis Ragusa |
|                                                             | Provinz Syrakus (21 Gemeinden)                              | alle ⮞ Wahlkreis Syrakus |
|                                                             | Provinz Trapani (24 Gemeinden)                              | alle ⮞ Wahlkreis Marsala |

Der Wahlkreis umfasst 80 Gemeinden:
- 60 Gemeinden der Metropolitanstadt Messina;
- alle 20 Gemeinden der Provinz Enna.

### Wahlergebnisse

#### Parlamentswahl 2022
| Kandidaten                          | Kandidaten                        | Stimmen | %    | Listen                                                  | Stimmen | %    |
| ----------------------------------- | --------------------------------- | ------- | ---- | ------------------------------------------------------- | ------- | ---- |
|                                     | Tommaso Antonino Calderonegewählt | 60.555  | 35,3 | Fratelli d’Italia                                       | 27.190  | 15,9 |
| Forza Italia                        | Tommaso Antonino Calderonegewählt | 60.555  | 35,3 | 25.364                                                  | 14,8    |      |
| Lega per Salvini Premier            | Tommaso Antonino Calderonegewählt | 60.555  | 35,3 | 7.232                                                   | 4,2     |      |
| Noi Moderati                        | Tommaso Antonino Calderonegewählt | 60.555  | 35,3 | 769                                                     | 0,4     |      |
|                                     | Valentina Costantino              | 34.723  | 20,3 | Sud chiama Nord                                         | 34.723  | 20,3 |
|                                     | Katia Baglio                      | 34.423  | 20,1 | Movimento 5 Stelle                                      | 34.423  | 20,1 |
|                                     | Giuseppe Arena                    | 28.740  | 16,8 | Partito Democratico – Italia Democratica e Progressista | 23.055  | 13,5 |
| Alleanza Verdi e Sinistra           | Giuseppe Arena                    | 28.740  | 16,8 | 2.379                                                   | 1,4     |      |
| +Europa                             | Giuseppe Arena                    | 28.740  | 16,8 | 2.193                                                   | 1,3     |      |
| Impegno Civico – Centro Democratico | Giuseppe Arena                    | 28.740  | 16,8 | 1.113                                                   | 0,6     |      |
|                                     | Fabrizio Pulvirenti               | 6.514   | 3,8  | Azione – Italia Viva                                    | 6.514   | 3,8  |
|                                     | Mario Pietro Coppolino            | 3.130   | 1,8  | Italexit per l’Italia                                   | 3.130   | 1,8  |
|                                     | Antonio Giuseppe Di Natale        | 1.330   | 0,8  | Italia Sovrana e Popolare                               | 1.330   | 0,8  |
|                                     | Gaspare Di Stefano                | 1.182   | 0,7  | Unione Popolare                                         | 1.182   | 0,7  |
|                                     | Patrizia La Monica                | 767     | 0,4  | Vita                                                    | 767     | 0,4  |
| Gesamt                              | Gesamt                            | 171.364 | 100  |                                                         | 171.364 | 100  |
|                                     |                                   |         |      |                                                         |         |      |
| Ungültige Stimmen                   | Ungültige Stimmen                 | 21.084  | 11,0 |                                                         |         |      |
| Wähler                              | Wähler                            | 192.448 | 63,4 |                                                         |         |      |
| Wahlberechtigte                     | Wahlberechtigte                   | 303.326 |      |                                                         |         |      |
|                                     |                                   |         |      |                                                         |         |      |
| Quelle: Innenministerium            |                                   |         |      |                                                         |         |      |